# Várzea (São Pedro do Sul)
Várzea era una freguesia portuguesa del municipio de São Pedro do Sul, distrito de Viseu.

## Historia
Fue suprimida el 28 de enero de 2013, en aplicación de una resolución de la Asamblea de la República portuguesa promulgada el 16 de enero de 2013 al unirse con las freguesias de Baiões y São Pedro do Sul, formando la nueva freguesia de São Pedro do Sul, Várzea e Baiões.